# Diode phát sáng hữu cơ

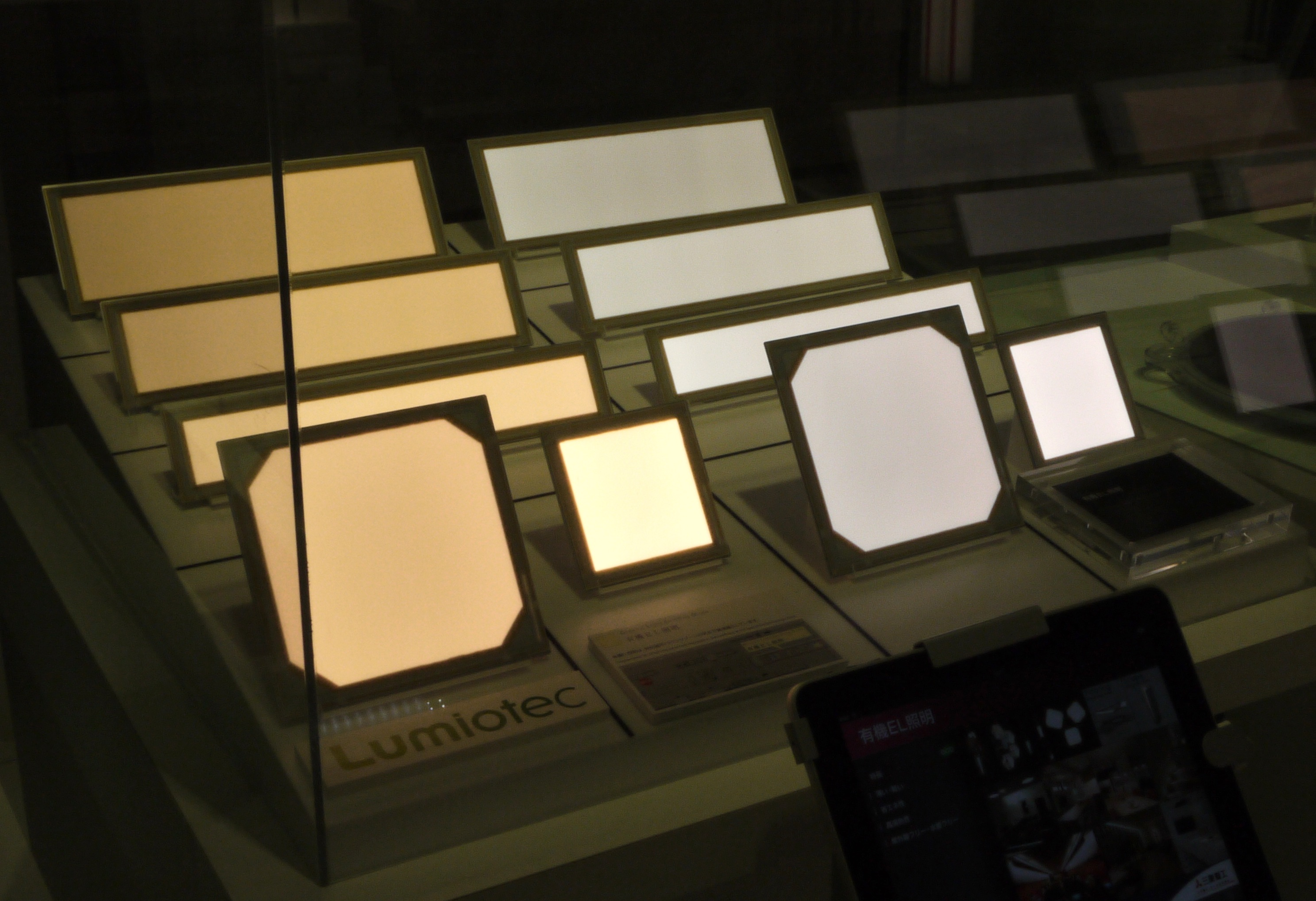
Các bản OLED thử nghiệm

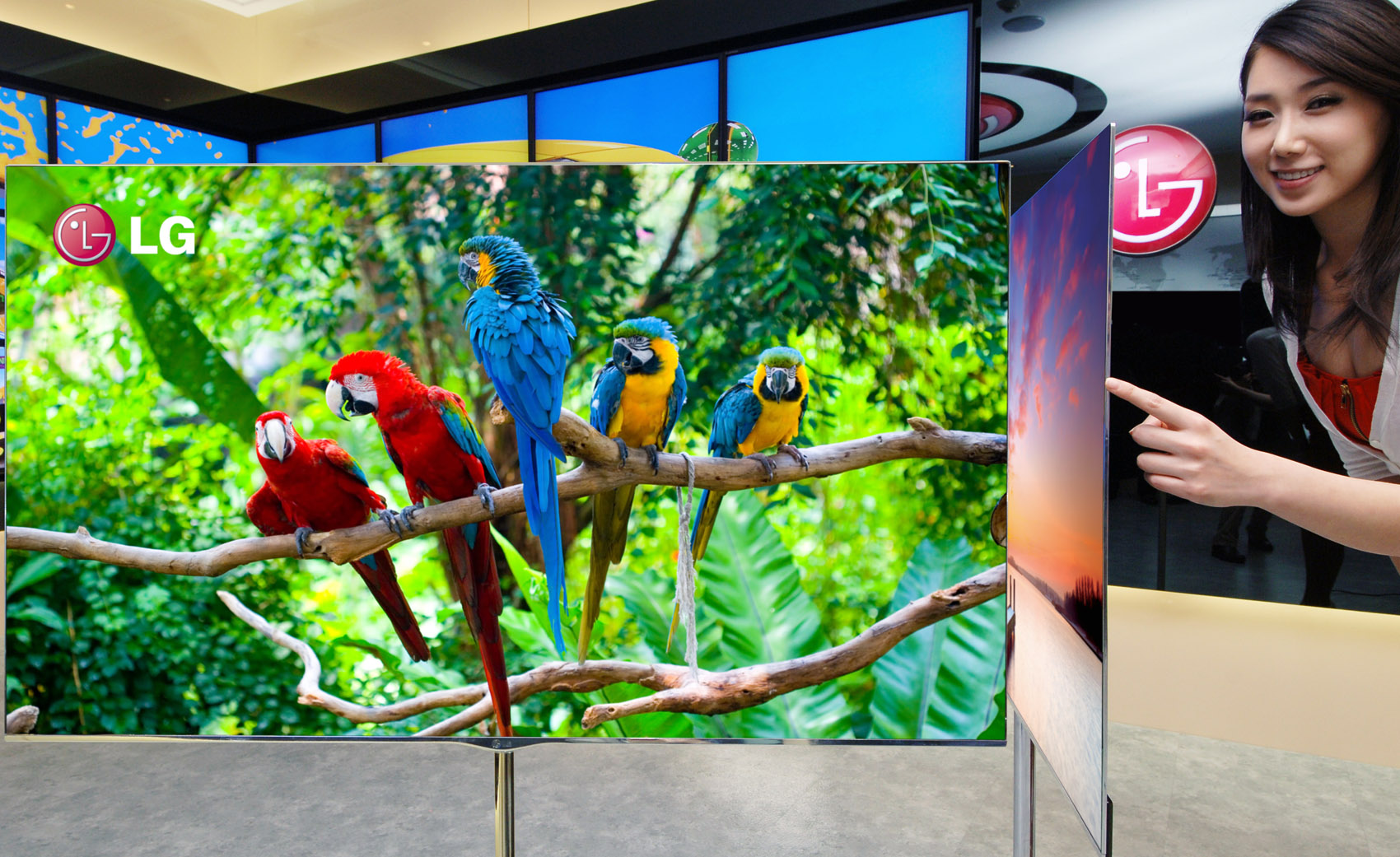
Tivi sử dụng OLED

Diode phát sáng hữu cơ (tiếng Anh là organic light-emitting diode, viết tắt là OLED), là một loại Diode phát sáng (LED) trong đó lớp phát xạ điện quang là một màng thuốc (film) làm bằng vật liệu là một loại chất bán dẫn hữu cơ có khả năng phát sáng khi có dòng điện chạy qua. Lớp phát sáng này, được đặt giữa hai điện cực và thường thì ít nhất một trong hai điện cực này là trong suốt.
Diode phát sáng hữu cơ được dùng với vai trò hiển thị số (digital display) trong các thiết bị như màn hình của tivi, máy vi tính, điện thoại di động, máy chơi điện tử cầm tay, và thiết bị kỹ thuật số hỗ trợ cá nhân (PDA).
Hiện nay, một nhánh nghiên cứu lớn của công nghệ đó là tìm cách phát triển các diode phát sáng hữu cơ dùng cho các đèn chiếu sáng bán dẫn (solid-state lighting).
Diode phát sáng hữu cơ có hai dòng chủ yếu. Dòng thứ nhất có vật liệu chủ yếu bao hàm các phân tử kích thước nhỏ và dòng thứ hai sử dụng polyme. Khi thêm các ion động vào một diode phát sáng hữu cơ, người ta tạo được các tế bào hóa điện phát sáng (light-emitting electrochemical cell - LEC) với cách thức hoạt động khác các diode phát sáng hữu cơ một chút. Thiết bị hiển thị dùng diode phát sáng hữu cơ có thể sử dụng cơ chế xác định địa chỉ (addressing) ma trận thụ động (PMOLED) hay chủ động (AMOLED). diode dùng ma trận chủ động có thể giúp hiển thị các màn hình lớn hơn và độ phân giải cao hơn loại thụ động, nhưng nó yêu cầu phải có một bảng nối đa năng dạng tranzito màng mỏng để có thể bật hay tắt các điểm ảnh.
Diode phát sáng hữu cơ có thể hoạt động mà không cần ngược sáng (backlight), tức là nó có thể hiển thị màu đen mức độ đậm. OLED có thể nhỏ hơn và nhẹ hơn một màn hình tinh thể lỏng (LCD). Trong môi trường ánh sáng yếu, diode phát sáng hữu cơ có thể có tỉ lệ tương phản cao hơn so với màn hình tinh thể lỏng, bất kể màn hình tinh thể lỏng sử dụng đèn huỳnh quang cathode lạnh hay diode phát sáng ngược sáng.

## Lịch sử
Hiện tượng điện phát quang của vật liệu hữu cơ được quan sát vào đầu thập niên 1950 bởi André Bernanose và các đồng sự tại đại học Nancy ở Pháp. Khi một dòng điện xoay chiều điện thế cao chạy qua không khí tới các vật liệu hữu cơ như 3,6-Acridinediamin đặt trên hoặc hòa lẫn vào các màng thuốc xenluloza hay xellophane. Cơ chế hiện tượng này được cho là sự kích hoạt các nguyên tử màu hoặc kích hoạt các điện tử (electron).
Năm 1960 Martin Pope và các đồng sự tại Đại học New York phát triển các điện cực thuần trở tiêm nhập tối tiếp xúc với các tinh thể hữu cơ. Pope và các đồng sự cũng mô tả các điều kiện năng lượng cần thiết (công phát xạ) dành cho các vùng tiếp xúc tiêm nhập lỗ trống và điện tử. Các vùng tiếp xúc như vậy là bộ phận cơ bản của cơ chế tiêm nhập điện tích cho các diode phát sáng hữu cơ hiện đại. Nhóm của Pope cũng là những người đầu tiên quan sát thấy (vào năm 1963) hiện tượng điện phát quang của dòng điện một chiều trong môi trường chân không trong một tinh thể Anthracen thuần hoặc tinh thể anthracen pha lẫn với tetracen, dòng điện trong thí nghiệm của Pope có điện thế 400 V và sử dụng điện cực bằng bạc. Cơ chế của hiện tượng được cho là việc điện tử của các phân tử phát quang bị kích thích bởi điện trường.
Vào năm 1965, nhóm của Pope gửi một báo cáo khoa học có nội dung viết rằng, trong điều kiện không có điện trường tác động bên ngoài thì hiện tượng điện phát quang của các tinh thể anthracen được gây ra bởi sự tái tổ hợp của các lỗ trống và các điện tử bị nhiệt hóa, đồng thời mức độ dẫn điện của antharcen có năng lượng cao hơn so với mức năng lượng của exiton. Cùng trong năm 1965, W. Helfrich và W. G. Schneider của Hội đồng Nghiên cứu Quốc gia (Canada) lần đầu tiên thực hiện thành công quá trình điện phát quang gây ra bởi tái tổ hợp tiêm nhập kép, sử dụng một tinh thể đơn anthracen với điện cực tiêm nhập lỗ và điện tử và đây có thể nói là bước đi tiên phong của các thiết bị tiêm nhập kép hiện đại. Cũng năm 1965, nhóm nghiên cứu của Dow Chemical nhận bằng phát minh về phương pháp chuẩn bị các tế bào quang điện sử dụng một lớp màng mỏng cách điện bao hàm bột anthracen, tetracen, than chì, và dùng dòng điện xoay chiều 100–3000 Hz với điện thế 500-1500 V. Theo nhóm nghiên cứu, cơ chế của quá trình này bao hàm việc kích hoạt các điện tử tại các vùng tiếp xúc giữa các phân tử anthracen và các hạt than chì.
Hiện tượng điện phát quang từ các tấm màng thuốc polyme được quan sát lần đầu bởi Roger Hugh Partridge tại Phòng thí nghiệm Vật lý Quốc gia (Anh Quốc). Màng polyme được làm từ poly(n-vinylcarbazole) có độ dày 2,2 micromet, đặt giữa hai điện trở tiêm nhập. Thực nghiệm của Patridge được cấp bằng phát minh vào năm 1975 và được xuất bản vào năm 1983.
Thiết bị diode phát sáng hữu cơ đầu tiên được ghi nhận bởi Eastman Kodak, do Đặng Thanh Vân (鄧青雲, Ching W. Tang) và Steven Van Slyke sáng chế năm 1987. Thiết bị này có một thiết kế khá mới lạ, đó là màng hữu cơ bao gồm hai lớp riêng biệt, một lớp tải truyền lỗ trống và một lớp tải truyền điện tử, và hiện tượng tái tổ hợp và phát quang sẽ xảy ra ở khu vực giữa hai lớp hữu cơ này; thiết kế này sẽ giúp giảm hiệu điện thế tối thiểu (để cho thiết bị hoạt động) và cải thiện hiệu suất của thiết bị - thiết kế này mở đường cho dòng diode phát sáng hữu cơ hiện nay.
Nghiên cứu về các vật liệu polyme có khả năng điện phát quang cho ra kết quả là báo cáo khoa học của J. H. Burroughes và các đồng sự khác vào năm 1990 tại Phòng thí nghiệm Cavendish ở Cambridge, có nội dung nói về một loại màng polyme phát ra ánh sáng xanh lục, có hiệu suất cao, sử dụng vật liệu là các tấm màng 100 nm làm bằng poli(p-phenylen vinylen).

## Cấu tạo và nguyên lý hoạt động

Sơ đồ thiết kế của một diode phát sáng hữu cơ hai lớp: 1. Cathode (−), 2. Lớp phát xạ, 3. Phát xạ, 4. Lớp dẫn điện, 5. Anode (+)

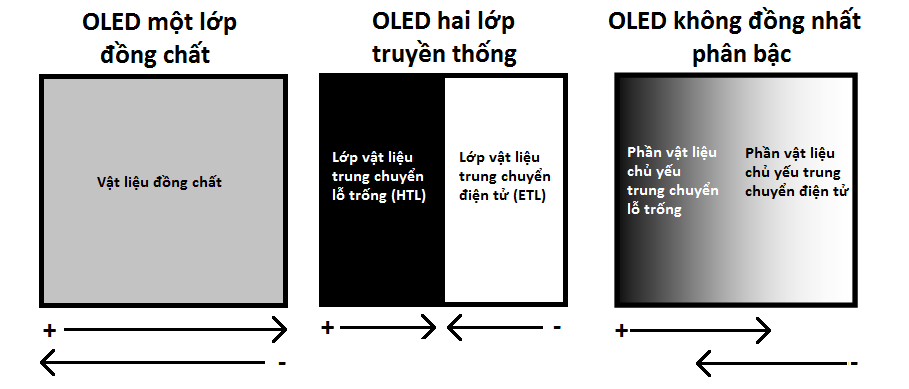
Diode phát sáng hữu cơ 1 lớp thuần, 2 lớp truyền thống, và 1 lớp không thuần phân bậc.

Một diode phát sáng hữu cơ loại thông thường bao hàm một tấm vật liệu hữu cơ đặt giữa hai điện cực âm (Cathode) và dương (anode), tất cả chúng được đặt trong một khối chất nền. Các phân tử hữu cơ của diode có khả năng dẫn điện nhờ vào hiện tượng phản cục bộ hóa (delocalize) của các electron pi, gây ra bởi sự cộng hưởng (conjugation) của nhiều phần khác nhau của các obitan của cả phân tử hữu cơ. Khả năng dẫn điện của các vật liệu hữu cơ trong diode không hoàn toàn giống nhau, có những vật liệu dẫn điện tốt nhưng cũng có vật liệu cách điện, vì vậy nhìn chung màng hữu cơ của diode là loại bán dẫn hữu cơ. Obitan đầy điện tử có mức năng lượng cao nhất (HOMO) và obitan trống có mức năng lượng thấp nhất (LUMO) của các bán dẫn hữu cơ này tương ứng với dải hóa trị và dải dẫn của các bán dẫn vô cơ.
Thiết kế cơ bản nhất của diode phát sáng hữu cơ chỉ bao gồm một lớp vật liệu hữu cơ, tỉ như thiết bị phát sinh quang điện đầu tiên do J. H. Burroughes và các đồng sự chế tạo, nó chỉ bao gồm một lớp poli(p-phenylen vinylen). Loại diode phức tạp hơn bao hàm nhiều lớp hữu cơ khác loại nhau để gia tăng hiệu suất của thiết bị. Các loại vật liệu được lựa chọn nhằm tăng cường khả năng dẫn điện, hỗ trợ cho việc tiêm nhập điện tích tại các điện cực - bằng cách cung cấp một cấu hình điện tử ít đứt quãng hơn, hoặc chặn điện tích có thể chạy từ điện cực này sang điện cực kia và trở nên hao phí. Các loại diode phát sáng hiện đại có cấu trúc hai lớp hữu cơ, một lớp dẫn điện và một lớp phát xạ. Các mẫu cải tiến gần đây nâng cao hiệu suất quang tử lên đến 19% bằng việc sử dụng thiết kế tiếp hợp không đồng nhất phân bậc (graded heterojunction). Trong thiết kế này, diode phát sáng chỉ có một lớp hữu cơ với hàm lượng lỗ trống và điện tử có giá trị khác nhau tùy theo bộ phận của lớp phát xạ, công dụng của thiết kế là kết hợp các ưu điểm của các thiết kế truyền thống bằng việc cải thiện mức độ tiêm nhập điện tích trong khi vẫn duy trì sự cân bằng của việc trao đổi điện tích trong vùng phát xạ.
Khi diode hoạt động, một điện thế được áp lên toàn bộ thiết bị này, khiến cho anode có điện tích dương hơn so với cathode. Loại anode dùng cho OLED được lựa chọn dựa trên các tiêu chí chất lượng về khả năng thấu quang, dẫn điện, và tính ổn định hóa học. Lúc này, dòng điện tử chạy xuyên qua diode từ cathode đến anode; trong đó điện tử được "điền" vào các obitan trống có mức năng lượng thấp nhất (LUMO) nằm trong các phân tử của lớp hữu cơ, và bị "rút" ra khỏi các obitan đầy có mức năng lượng cao nhất (HOMO) nằm tại anode. Cả quá trình này được gọi là sự tiêm nhập của lỗ trống vào trong HOMO. Lực tĩnh điện làm "di chuyển" vị trí các lỗ trống và các điện tử lại gần nhau và chúng kết hợp thành các exiton, một trạng thái liên kết giữa điện tử và lỗ trống. Hiện tượng kết hợp chủ yếu xảy ở lớp phát xạ vì trong vật liệu bán dẫn hữu cơ khi lỗ trống có khả năng linh động cao hơn điện tử. Khi trạng thái exiton của điện tử và lỗ trống bị phân rã, nặng lượng được phát xạ ra, đi kèm với việc phát ra một bức xạ với tần số và bước sóng nằm trong phổ nhìn thấy được, nói cách khác nó phát ra ánh sáng mắt nhìn thấy được. Tần số của bức xạ phụ thuộc vào khoảng cách giữa các dải (band gap) của vật liệu, trong trường hợp này là sự khác biệt của mức năng lượng giữa HOMO và LUMO.
Vì điện tử và lỗ trống là các fermion có độ bội spin là h/2, một exiton có thể ở trạng thái đơn (singlet) hay nhóm ba (triplet), tùy theo spin của điện tử và lỗ trống được kết hợp như thế nào. Theo phương diện thống kê, 3 exiton triplet sẽ được hình thành cho mỗi exiton singlet. Sự phân rã của trạng thái triplet (lân quang) không thể xảy ra theo khía cạnh spin, điều này làm gia tăng quãng thời gian chuyển tiếp và làm giới hạn hiệu suất nội của các thiết bị phát huỳnh quang. Tuy nhiên loại diode phát sáng hữu cơ lân quang có khả năng sử dụng tương tác spin-quỹ đạo để kích thích chuyển mức nội (intersystem crossing) giữa trạng thái singlet và triplet, nhờ đó có được phát xạ từ cả hai trạng thái này và giúp gia tăng hiệu suất nội nói chung.
Dung dịch Oxide inđi-thiếc (ITO) thường được sử dụng để chế tạo anode. Nó trong suốt đối với ánh sáng nhìn thấy được và có công phát xạ cao, điều này giúp gia tăng sự tiêm nhập của lỗ trống vào HOMO của lớp vật liệu hữu cơ. Một lớp vật liệu dẫn điện của diode có thể bao hàm loại vật liệu PEDOT:PSS vì mức độ năng lượng HOMO của vật liệu này nằm vào giữa công phát xạ của dung dịch ITO và HOMO của các loại polyme thông dụng khác, điều đó làm giảm trở ngại năng lượng đối với tiêm nhập lỗ trống. Các kim loại như bari hay calci thường được dùng để làm cathode vì chúng có công phát xạ thấp, giúp tăng cường sự tiêm nhập của điện tử vào LUMO của lớp vật liệu hữu cơ. Các kim loại này có khả năng phản ứng hóa học rất mạnh, vì vậy người ta thường bọc một lớp nhôm bên ngoài để chúng không bị ăn mòn hóa học.
Các nghiên cứu đã cho thấy các tính chất của anode, đặc biệt là hình dạng bề mặt tiếp xúc giữa anode với lớp trung chuyển lỗ trống (HTL) có vai trò quan trọng đối với hiệu suất, công suất và tuổi thọ của diode phát sáng hữu cơ. Sai lỗi trong các bề mặt nằy làm giảm sự kết dính, tăng điện trở và tăng mức độ hình thành các "điểm đen" không phát sáng trong khối vật liệu của diode, vì thế làm giảm tuổi thọ diode. Người ta sử dụng một số phương pháp để làm giảm độ thô ráp của chất nền dung dịch ITO/kính, trong đó bao hàm việc dùng các tấm màng thuốc mỏng và các lớp vật liệu đơn có khả năng tự ghép lại với nhau. Các vật liệu mới dùng để chế tạo chất nền và anode với khả năng tăng hiệu suất và tuổi thọ cũng đang được áp dụng, ví dụ anode làm bằng tinh thể ngọc lam xử lý với các tấm vàng mỏng được cho là có công phát xạ, điện thế, điện trở thấp và giúp gia tăng tuổi thọ diode.
Các thiết bị tải dạng "diode phát quang" đơn giản thường được sử dụng để nghiên cứu hóa động năng và cơ chế vận chuyển điện tích của mỗi loại vật liệu, và nó có thể hiệu quả khi sử dụng trong việc nghiên cứu quá trình chuyển hóa năng lượng. Khi dòng điện chạy qua "diode" một loại vật mang điện tích (lỗ trống hoặc điện tử), hiện tượng tái tổ hợp không xảy ra và vì vậy không có phát sáng. Ví dụ, "diode" chỉ bao gồm điện tử có thể được chế tạo bằng cách thay thế dung dịch ITO bằng một kim loại có công phát xạ thấp hơn, điều này làm tăng mức năng lượng trở ngại cho quá trình tiêm nhập lỗ trống. Tương tự, "diode" thuần lỗ trống có thể được chế tạo khi sử dụng cathode thuần làm bằng nhôm vì mức năng lượng trở ngại quá lớn để cho tiêm nhập điện tử có thể xảy ra một cách hiệu quả.

## Vật liệu

### Vật liệu phân tử nhỏ

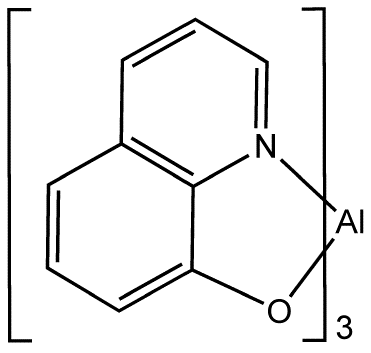
Alq_{3}, thường được dùng trong các OLED phân tử nhỏ.

Diode phát sáng hữu cơ hiệu suất cao sử dụng phân tử nhỏ được chế tạo lần đầu tiên bởi nhóm nghiên cứu của tiến sĩ Đặng Thanh Vân (鄧青雲, Ching W. Tang) tại Eastman Kodak. Thuật ngữ "diode phát sáng hữu cơ" trước đây thường ám chỉ loại diode dùng vật liệu này, mặc dù một thuật ngữ dành riêng cho nó là "diode phát sáng hữu cơ phân tử nhỏ" (SM-OLED) cũng được sử dụng.
Vật liệu "phân tử nhỏ" bao gồm các loại vật liệu tạo phức (chelate) hữu cơ-kim loại (ví dụ như Alq3, vật liệu dùng bởi nhóm của Đặng Thanh Vân), thuốc nhuộm huỳnh quang và lân quang, và đenđrime kết hợp. Một số loại vật liệu được ưa dùng do tính năng vận chuyển điện tích tỉ như triphenylamin và các dẫn xuất của nó, đã được sử dụng để chế tạo các lớp hữu cơ vận chuyển lỗ trống. Thuốc nhuộm huỳnh quang đôi khi được chọn vì nó có thể phát xạ nhiều loại tia có các bước sóng khác nhau, và các hợp chất như perylen, rubren và dẫn xuất của quinacridon cũng hay được dùng. Alq3 lâu nay được dùng như là vật liệu phát ánh sáng xanh lục, vật liệu tải điện tử và giá thể cho các thuốc nhuộm phát quang vàng và đỏ.
Việc sản xuất màng hữu cơ dành cho diode phát sáng sử dụng nguyên liệu "phân tử nhỏ" thường được tiến hành theo phương pháp ngưng đọng từ hơi trong môi trường chân không. Phương pháp này khá tốn kém và hầu như không được sử dụng chế tạo các thiết bị có bề mặt lớn. Tuy nhiên, so với việc sản xuất màng hữu cơ từ polyme, sản xuất bằng phương pháp bay hơi giúp người ta có thể kiểm soát tốt và đảm bảo tính đồng nhất cao về mặt kết cấu của sản phẩm, và có thể chế tạo ra các màng hữu cơ nhiều lớp có cấu trúc rất phức tạp. Độ linh hoạt cao trong thiết kế các lớp vật liệu hữu cơ và khả năng chế tạo ra các lớp vật liệu có tính năng dẫn điện/cách điện đặc thù giúp cho các diode phát sáng hữu co "phân tử nhỏ" có hiệu suất rất cao.
Các thực nghiệm đã cho thấy thiết bị kết hợp nhuộm màu laser SM-OLED được kích thích trong chế độ xung có thể phát ra bức xạ kết hợp. Bức xạ phát ra gần như là bị nhiễu xạ, giới hạn trong một phổ có biên độ gần giống như phổ của lade hóa màu dải tần rộng.
Các nghiên cứu cũng cho thấy hiện tượng phát sáng từ một phân tử polyme đơn, phân tử này có thể được xem như là một diode phát sáng hữu cơ có kích thước nhỏ nhất mà người ta từng tạo ra được. Trong tương lai, người ta có thể tối ưu hóa các chất liệu chế tạo diode để sản xuất ra các thiết bị phát sáng mạnh hơn nữa, và kết quả nghiên cứu này được cho là bước đầu tiên trong quá trình phát triển các thiết bị kích cỡ nguyên tử có khả năng kết hơp các đặc tính điện tử và quang học - những thiết bị tương tự như thế này có thể trở thành nền tảng của một máy vi tính kích cỡ phân tử.

### Vật liệu polyme

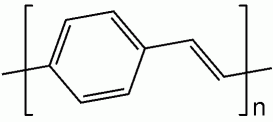
poli(p-phenylen vinylen), vật liệu polyme đầu tiên dùng trong diode phát sáng hữu cơ

Diode phát sáng polyme (PLED) hay còn gọi là polyme phát quang (LEP), có cấu tạo bao hàm một lớp polyme dẫn điện có khả năng điện phát quang, lớp này sẽ phát sáng khi kết nối với một điện thế bên ngoài. Các diode polyme được sử dụng như những lớp màng mỏng dùng cho các màn hình màu phổ đầy đủ (full spectrum). diode polyme có hiệu năng khá cao và tiêu tốn tương đối ít năng lượng cho quá trình phát sáng.
Phương pháp bay hơi và ngưng tụ vật liệu trong chân không được cho là không thích hợp để sản xuất các màng polyme mỏng. Tuy nhiên, việc sản xuất những màng polyme này từ nguyên liệu gốc dạng dung dịch là hoàn toản khả thi, thí dụ như phương pháp sơn phủ ly tâm (spin coating) được dùng khá rộng rãi trong việc chế tạo các màng polyme mỏng, và nó tỏ ra thích hợp hơn phương pháp bay hơi/ngưng tụ khi sản xuất các màng có diện tích bề mặt lớn. Việc sơn phủ li tâm không cần môi trường chân không, và các vật liệu phát xạ có thể được phủ lên giá thể bằng các phương pháp giống như việc in phun. Tuy nhiên, việc phủ các lớp vật liệu chồng đè lên lớp vật liệu cũ có thể khiến các lớp hoàn lẫn với nhau, vì vậy sản xuất các màng nhiều lớp bằng sơn phủ ly tâm nhìn chung tương đối khó khăn. Việc chế tạo cathode bằng kim loại có lẽ vẫn phải sử dụng phương pháp bay hơi trong chân không. Tuy nhiên người ta có thể sử dụng phương pháp ngưng tụ màng Langmuir-Blodgett để thay thế cho ngưng tụ chân không.
Các diode phát sáng polyme thường dùng những vật liệu tỉ như dẫn xuất của poli(p-phenylen vinylen) và polifluoren. Việc thay thế các nhánh trên mạch polyme chính có thể làm thay đổi màu sắc mà vật liệu phát ra hay độ ổn định và độ tan của vật liệu polyme, điều này ảnh hưởng đến hiệu suất và khả năng chế tạo sản phẩm. Trong khi poli(p-phenylen vinylen) (PPV) nguyên mẫu thường không tan, một số dẫn xuất của nó hoặc các loại poli(naphthalen vinylen) (PNVs) có khả năng tan trong các dung môi hữu cơ hay nước sẽ được dùng trong quá trình sản xuất và được chuẩn bị bằng phương pháp polyme hóa chuyển vị mở vòng.

### Vật liệu phát lân quang

Ir (mppy)_{3}, một hóa chất giúp phát ra lân quang màu xanh nhạt.

Diode phát lân quang hữu cơ sử dụng nguyên lý điện phát lân quang để chuyển hóa điện năng thành quang năng với hiệu suất cao, một số diode phát lân quang có nội hiệu suất quang đạt gần đến 100%.
Thông thường, các loại polyme như poli(n-vinylcarbazole) thường được dùng làm chất nguồn để tạo ra các phức kim loại-hữu cơ có tác dụng phát lân quang. Các phức hữu cơ của iridi tỉ như Ir(mppy)3, loại vật liệu hiện đang được tập trung nghiên cứu. Một số phức sử dụng kim loại nặng như bạch kim cũng được sử dụng. Nguyên tử kim loại nặng nằm giữa kết cấu của phức thể hiện đặc tính bắt cặp spin-quỹ đạo rất mạnh, làm kích thích quá trình chuyển mức nội giữa trạng thái singlet và triplet. Như vậy, các vật liệu lân quan này sẽ làm cả exiton triplet lẫn singlet phân rã và phát xạ, từ đó gia tăng hiệu suất quang nội so với các diode lân quan chỉ làm phân rã các exiton singlet.
Sử dụng các diode phát sáng thể bền vững yêu cầu nó phải đạt được độ sáng với tọa độ CIE tốt (dùng cho phát ra ánh sáng trắng). Khi dùng các gốc tự do đại phân tử tỉ POSS kết hợp với các gốc tự do phát lân quang như Ir, diode phát sáng có thể phát ra ánh sáng mức độ lên tới 10.000 cd/m².

## Ưu và nhược điểm

Một mẫu thử nghiệm màn hình 4,1 inch sử dụng diode phát sáng dẻo của Sony

### Ưu điểm
So với màn hình tinh thể lỏng (LCD) và màn hình hiển thị phẳng (FDP), diode phát sáng hữu cơ (OLED) có các ưu điểm sau.
- Chi phí thấp trong tương lai: diode phát sáng hữu cơ có thể được "in" vào bất cứ mặt phẳng nào bằng công nghệ in phun hay in lưới,[51] vì vật trên lý thuyết sản xuất diode ít tốn kém hơn so với màn hình tinh thể lỏng hay màn hình hiển thị plasma. Tuy nhiên, việc sản xuất các giá thể cho diode tốn kém hơn so với sản xuất TFT LCD, ít nhất là cho đến khi người ra tìm ra phương pháp sản xuất hàng loạt với chi phí thấp. Phương pháp bốc hơi - kết tủa cuộn được cho là có khả năng chế tạo hàng nghìn màn hình diode trong một phút với chi phí phải chăng, tuy nhiên phương pháp này gặp khó khăn trong việc sản xuất các diode nhiều lớp, rõ ràng xếp nhiều lớp hữu cơ lên nhau cần độ chính xác khá cao.
- Nhẹ và mềm dẻo: màn hình hiển thị OLED có thể được chế tạo bằng các vật liệu chất dẻo, và điều này mở ra khả năng sản xuất các diode phát sáng hữu cơ dẻo (FOLED) có thể được sử dụng trong việc chế tạo các màn hình hiển thị có thể cuộn hay gấp, thậm chí "in" các màn hình nên vải hay quần áo. Chất liệu hữu cơ chế tạo diode có thể là loại vật liệu rẻ như polyetylen terephtalat (PET),[52] vì vậy chi phí sản xuất chúng có thể không quá đắt tiền.
- Góc nhìn rộng và độ sáng cao: màn hình OLED có thể có tỉ lệ tương phản nhân tạo rất cao (cả khoảng cách tĩnh lẫn động, được tính toán trong điều kiện thuần tối) và góc nhìn rộng hơn so với màn hình tinh thể lỏng, bởi vì các diode phát sáng hữu cơ phát sáng trực tiếp. Các điểm ảnh màu do diode tạo ra hiển thị rất chính xác và không bị trượt, kể cả khi góc nhìn của người xem đạt đến 90 độ so với pháp tuyến.
- Hiệu suất và độ dày được cải thiện: màn hình tinh thể lỏng lọc ánh sánh phát ra qua một backlight, chỉ để một phần nhỏ ánh sáng chạy qua, và vì vậy nó không thể hiển thị màu đen thuần đúng nghĩa. Trong khi đó, diode phát sáng hữu cơ có thể hiển thị màu đen đơn giản bằng cách... không phát sáng và không tiêu thụ điện năng, và sắc đen này là trung thực.[53] Do không sử dụng thiết bị backlight, màn hình dùng diode sẽ có khối lượng thấp hơn và sẽ ít tốn kém hơn, tuy nhiên điều này chỉ có thể đạt được khi có đủ dây chuyền sản xuất HÀNG LOẠT các diode phát sáng hữu cơ, trong khi hiện nay việc chế tạo diode này chỉ đạt quy mô nhỏ.[54] Xét các diode phát sáng dạng "lên trên" (top-emitting diode, tức ánh sáng không đi theo hướng xuyên qua giá thể nơi gắn thiết bị diode, xem minh họa), độ dày đóng một vai trò đáng kể khi xét về chỉ số IML (index match layers). Cường độ phát quang sẽ được tăng cường với độ dày IML vào khoảng 1,3 đến 2,5mm. Mức độ khúc xạ và sự tương xứng của các đặc tính về IML, bao hàm các thông số về cấu trúc, cũng giúp tăng mức độ phát sáng trong điều kiện độ dày như vậy.[55]
- Thời gian phản ứng: diode phát sáng hữu cơ có thời gian phản ứng nhanh hơn các màn hình tinh thể lỏng. Màn hình tinh thể lỏng phản ứng trong khoảng thời gian 1-16 mili giây, tốc độ làm mới là 68–480 Hz, trong khi trên lý thuyết thì diode phát sáng hữu cơ có thời gian phản ứng chỉ 0,01 mili giây và tốc độ làm mới là 100.000 Hz.[cần dẫn nguồn]. Như vậy, diode phát sáng hữu cơ có thể được dùng trong các màn hình nhấp nháy, giống như loại màn hình dùng ống tia âm cực (CRT), với mục đích triệt tiêu hiệu ứng lấy mẫu và giữ (sample and hold) vốn là nguyên nhân gây mờ các chuyển động trên OLED.[56]

### Nhược điểm

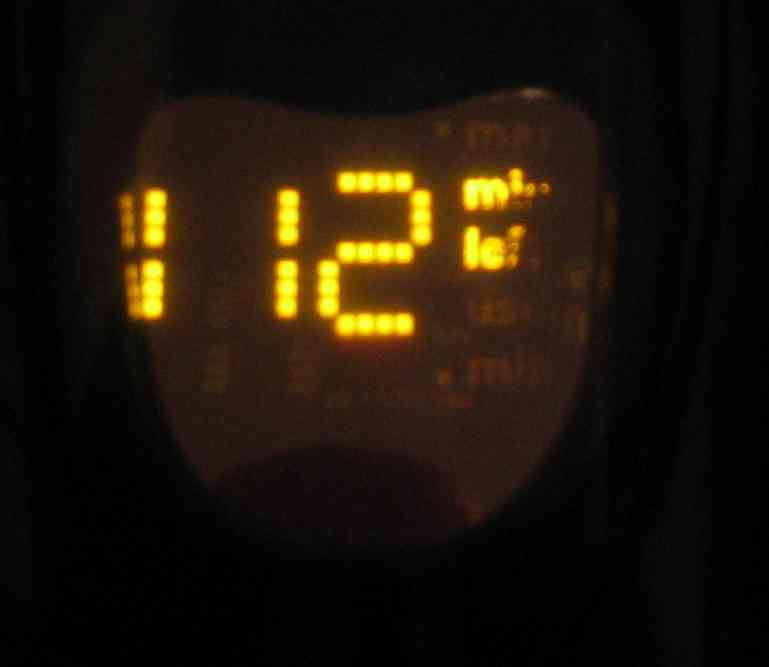
Màn hình dùng diode phát sáng polyme đang bị trục trặc.

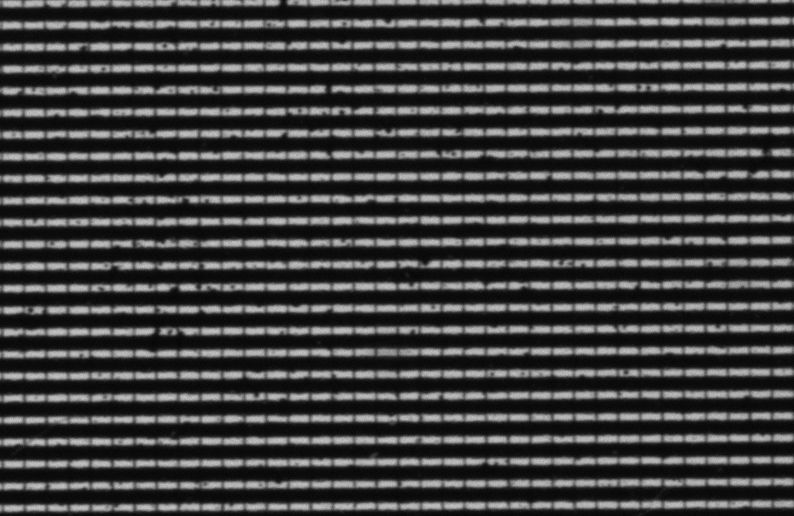
Dấu tích "lão hóa" của một diode phát sáng hữu cơ sử dụng quá lâu.

- Chi phí hiện tại còn cao: việc sản xuất và ứng dụng các diode phát sáng hữu cơ hiện vẫn còn trải qua các công đoạn tiêu tốn rất nhiều chi phí. Ví dụ, đối với các màn hình AMOLED, người ta vẫn phải sản xuất các bảng nối đa năng polisilicon nhiệt độ thấp (LTPS), các LTPS lại cần được ủ nóng và tôi từ nguyên liệu silic vô định hình. So với công đoạn tương tự của việc sản xuất màn hình tinh thể lỏng, sản xuất OLED kéo dài hơn nhiều. Và việc sản xuất chất nền kính diện tích bề mặt lớn coi như là bất khả thi.[cần dẫn nguồn]
- Tuổi thọ: trở ngại kỹ thuật lớn nhất trong việc ứng dụng diode phát sáng hữu cơ là tuổi thọ khá thấp của vật liệu hữu cơ. Một báo cáo năm 2008 cho thấy màn hình TV dùng OLED sau khi sử dụng 1000 giờ thì khả năng phát sáng lam giảm 12%, sáng đỏ giảm 7% và sáng lục giảm 8%.[57] Đặc biệt, các diode phát sáng xanh lam sẽ mất một nửa khả năng phát quang sau khi sử dụng chừng 14.000 giờ (ứng với 5 năm nếu mỗi ngày dùng 8 giờ), xét trong trường hợp dùng cho màn hình phẳng. Tuổi thọ như thế này là thấp hơn so với màn hình tinh thể lỏng, màn hình dùng diode phát sáng vô cơ, hay màn hình hiển thị plasma (PDF) - mỗi loại này chỉ mất một nửa khả năng phát sáng sau khi sử dụng chừng 25.000 - 40.000 giờ, tùy theo phiên bản và hãng sản xuất.[58][59] Chất lượng của diode phát sáng hữu cơ suy giảm do sự tích tụ của các trung tâm tái tổ hợp không phát xạ và các thành tố triệt tiêu phát quang trong vùng phát xạ của diode. Sự phân rã hóa học của lớp bán dẫn trong diode diễn ra theo 4 bước: 1) tái tổ hợp các vật mang điện tích hấp thu tia tử ngoại, 2) phân rã các cấu trúc phân tử chứa nhân heme, 3) phản ứng cộng gốc tự do hình thánh các gốc tự do pi (π), và 4) bất tương xứng giữa hai gốc tự do dẫn đến phản ứng trao đổi nguyên tử-hiđrô.[60] Tuy nhiên, một số nhà sản xuất tuyên bố đã làm gia tăng tuổi thọ của màn hình OLED, cao hơn cả màn hình LCD bằng cách cải thiện mức độ thoát photon, nhờ đó diode có thể phát sáng ngang bằng màn hình tinh thể lỏng mà chỉ dùng dòng điện yếu hơn.[61][62] Năm 2007, một màn hình thử nghiệp sử dụng diode phát sáng hữu cơ có thể phát sáng với độ chói 400 cd/m² trong 198.000 giờ với sáng xanh lục và 62.000 giờ với ánh sáng xanh lam.[63]
- Màu sắc chưa cân bằng: Như đã trình bày, do diode phát sáng xanh lam có tuổi thọ thấp hơn nhiều so với các màu khác, mức độ phát sáng xanh lam sẽ sụt rất nhanh so với các màu còn lại và khiến việc hiển thị màu của màn hình OLED bị tổn hại, sự tổn hại có thể nhiều hơn là so với việc giảm độ sáng nói chung.[64] Vấn đề này có thể được khắc phục một phần bằng cách điều chỉnh độ cân bằng của các màu, tuy nhiên điều này cần đến các thiết bị điều khiển dòng điện tân tiến và sự tương tác với người dùng, điều này khiến một số người tiêu dùng khó chấp nhận. Một cách xử lý thông dụng hơn là thay đổi kích cỡ của các tiểu điểm ảnh đỏ, lam, lục, nhằm thay đổi mật độ các điểm ảnh, do đó đạt được sự cân bằng về tuổi thọ trong điều kiện phát sáng tối đa. Ví dụ, tiểu điểm ảnh màu lam có thể to gấp đôi màu lục, và màu đỏ thì lớn hơn màu lục 10%.
- Hiệu suất của diode phát ánh sáng lam: Theo các nội dung trên cho thấy, việc cải thiện hiệu suất và tuổi thọ của diode phát sáng lam đóng vai trò cực kì quan trọng trong sự thành công của các màn hình sử dụng công nghệ diode phát sáng hữu cơ. Nhiều nghiên cứu đã được tiến hành để nâng cao hiệu suất quang tử của các diode phát sáng lam, cũng như tìm cách phát ra ánh sáng lam đậm hơn.[65][66] Hiện tại, hiệu suất quang ngoại của diode phát sáng đỏ (625 nm) và lục (530 nm) là 20% và 19%[67][68] nhưng diode phát sáng lam (430 nm) chỉ có hiệu suất 4-6%.[69]
- Hư hỏng do ngấm nước: Nước có thể dễ dàng làm hỏng các vật liệu hữu cơ trong diode, vì vậy việc cải tiện khả năng chống thấm nước là điều cực kì quan trọng. Ngấm nước có thể làm giảm tuổi thọ các màn hình OLED dẻo.[70]
- Tiêu tốn năng lượng: diode phát sáng hữu cơ chỉ tốn 40% điện năng so với màn hình tinh thể lỏng khi thể hiện màu đen, và tốn 60-80% điện năng khi thể hiện các màu khác. Tuy nhiên, việc phát màu trắng (ví dụ phông nền trắng của văn bản) có thể tốn điện năng gấp ba lần màn hình tinh thể lỏng.[71]